# Pseudocranae jucunda
Pseudocranae jucunda är en insektsart som först beskrevs av Brancsik 1897.  Pseudocranae jucunda ingår i släktet Pseudocranae och familjen gräshoppor. Inga underarter finns listade i Catalogue of Life.